# Liberty City (Miami)
Liberty City è un quartiere residenziale di Miami, nella Contea di Miami-Dade della Florida, negli Stati Uniti d'America. L'area della zona è di 15,46 km2 e la popolazione nel 2010 di 19.725 abitanti.

## Geografia
L'area, indicata dell'amministrazione di Miami Model City sebbene dai locali è chiamata "Liberty City", è delimitata dalla NW 79th Street a nord, dalla NW 27th Avenue ad ovest, dalla Northwest 54th Street a sud e dall'Interstate 95 ad est. Il quartiere ospita la più grande concentrazione di persone di colore nel sud della Florida, secondo le stime del censo del 2000.

## Storia
Una volta parte della periferia nord di Miami, quella che poi è diventata Liberty City si è sviluppata durante la grande depressione degli anni 1930, quando il presidente Franklin Delano Roosevelt autorizzò la costruzione delle case di Liberty Square nel 1933, il primo del suo genere nel sud degli Stati Uniti. Costruito in risposta al deteriorarsi delle condizioni di vita di Overtown, i lavori iniziarono nel 1934 e si conclusero nel 1937.
Negli anni 1940 e 1950 Liberty City e l'adiacente Brownsville si svilupparono come comunità per la popolazione di colore di ceto medio, ospitando diverse chiese, ospedali e centri sociali. In essa abitarono personaggi come Kelsey Pharr, M. Athalie Range (la prima persona nera ad essere eletta nella commissione cittadina di Miami) ed il pugile Muhammad Ali. Come conseguenza della segregazione razziale che proibiva alle persone nere di risiedere in quartieri bianchi della città, hotel come Hampton House Motel and Villas ospitarono personaggi come Martin Luther King, Althea Gibson ed anche bianchi come Mickey Mantle.
La costruzione della Interstate 95 ad Overtown e l'abbandono di vincoli restrittivi al seguito del Civil Rights Act (1964) cambiarono radicalmente in quartiere negli anni 1960. Un crescente numero di persone anziane di ceto basso e di famiglie dipendenti dall'assistenza pubblica migrarono a Liberty City da Overtown, portando all'abbandono del quartiere da parte della popolazione più abbiente verso altre zone, come Florida City e Miami Gardens, rispettivamente nella zona sud e nord della Contea di Miami-Dade.
La criminalità crebbe nell'area, colpita da una povertà crescente negli anni 1960 e 1970. Questi problemi sfociarono nelle rivolte razziali che si ebbero a Liberty City nell'agosto 1968, durante la Republican National Convention a Miami Beach, e nel 1980 a seguito della condanna di poliziotti per la morte di Arthur McDuffie.
I problemi dei quartieri poveri neri di Miami balzarono agli onori della cronaca quando negli anni 1980 quando la squadra di football degli Hurricanes della Università di Miami vinse diversi campionati universitari con giocatori reclutati principalmente nei quartieri neri poveri come Liberty City ed Overtown. La popolarità continuò con programmi a diffusione nazionale come la serie criminale della NBC Miami Vice, che fece conoscere le condizioni di degrado del quartiere.
Negli anni 1990 e 2000 si ebbe uno sviluppo anche nell'ambito musicale con personaggi locali come Luther Campbell dei 2 Live Crew, pionieri del genere Miami bass che dominò la scena Southern rap dell'hip hop. Altri personaggi famosi dell'area furono i rapper Trina e Trick Daddy ed i giocatori della National Football League Chad Johnson, Willis McGahee e Marc Jacobson.

## Società
Nel 2000 Liberty City aveva una popolazione tra i 23.009 e i 43.054 abitanti, con 7.772 nuclei famigliari e 5.428 residenti nel quartiere. Il reddito medio familiare era di $18.809,87. La composizione razziale era del 3,04% di ispanici o latini, 94,69% di persone nere, 0,59% di bianchi e 1,68% di altre razze.
Il 2,7% della popolazione parla male o non parla Inglese. La percentuale dei residenti nati in Florida è del 74,5%, la percentuale dei nati in altri stati USA 16,7%, La percentuale dei residenti nati fuori dagli USA del 0,8%, mentre la percentuale degli stranieri del 7,9%.

## Cultura

### Biblioteche
La Miami-Dade Public Library gestisce nell'area la Model City Library.

### Scuole
Miami-Dade County Public Schools gestisce nell'area le seguenti scuole:
Scuole elementari
- Lillie C. Evans Elementary School
- Poinciana Park Elementary School
- Liberty City Elementary School
- Holmes Elementary School
- Charles R. Drew Elementary School
- Olinda Elementary School
- Orchard Villa Elementary School
- Lenora Braynon Smith Elementary School
- Kelsey L. Pharr Elementary School
- Earlington Heights Elementary School

Scuole medie
- Brownsville Middle School
- Charles R. Drew Middle School

Scuole superiori
- Miami Northwestern Senior High School

College e università
- Miami Dade College

## Infrastrutture e trasporti
È servita dalla Metropolitana di Miami con le stazioni di:
- Earlington Heights (Airport Expressway e West 22nd Avenue)
- Brownsville (North 52nd Street e West 27th Avenue)
- Dr. Martin Luther King Jr. Plaza (North 62nd Street/Martin Luther King Jr. Blvd e West 27th Avenue)